# Mount Peulik

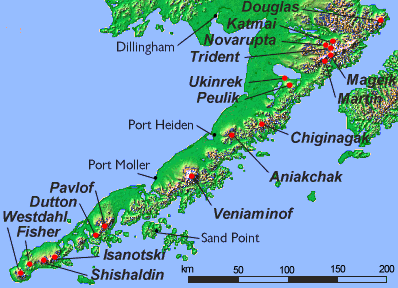
Karte mit Vulkanen Alaskas

Mount Peulik, auch Ugashik-Peulik, ist ein Stratovulkan auf der Alaska-Halbinsel im US-Bundesstaat Alaska.
Er liegt als Teil der Aleutenkette südlich des Becharof Lake im Lake and Peninsula Borough nördlich der Ugashik-Caldera und ist 1474 m hoch. Sein letzter Ausbruch fand 1814 statt.